# Zarina (artista)
Zarina Hashmi, conocida profesionalmente como Zarina (Aligarh (Uttar Pradesh), 1937 - Londres, 25 de abril de 2020), fue una artista india, afincada en los Estados Unidos. Su trabajo abarcó el dibujo, grabado y escultura. Asociada con el movimiento minimalista, su trabajo utilizó formas abstractas y geométricas para evocar una reacción espiritual del espectador.

## Biografía
Nacida en Aligarh, India, realizó un grado de matemáticas antes de estudiar una variedad de métodos de grabado en Tailandia, Francia, donde fue aprendiz de Stanley William Hayter, y el grabador Toshi Yoshido en Tokio, Japón.  Trabajó y vivió en la ciudad de Nueva York.
Durante los ochenta, sirvió como miembro de la New York Feminist Art Institute e instructora de talleres de fabricación de papel en el Centro de Educación para Mujeres. Mientras pertenecía a la revista de arte feminista Heresies, contribuía a la causa Mujeres Tercermundistas.
Falleció a los ochenta y tres años en Londres el 25 de abril de 2020.

## Estilo artístico
El arte de Zarina está formado por su identidad como Mujer India nacida musulmana, así como por una vida viajando de lugar a lugar. Utilizó elementos visuales de decoración religiosa islámica, especialmente la geometría regular generalmente encontrada en la arquitectura islámica. Lo abstracto y el estilo geométrico de sus trabajos tempranos ha sido comparado con minimalistas como Sol LeWitt.
El trabajo de Zarina exploró el concepto de casa como un espacio fluido, abstracto que transciende fisicalidad o ubicación. Su trabajo a menudo presentaba símbolos que evocaban tales ideas como movimiento, diáspora, exilio. Por ejemplo, la impresión sobre madera Paper Like Skin describe una delgada línea negra que serpentea hacia arriba a través de un fondo blanco, dividiendo la página desde la esquina inferior derecha hasta la esquina superior izquierda. La línea posee una calidad cartográfica que, en su devanada y angular división de la página, sugiere una frontera entre dos sitios, o quizás un gráfico topográfico de un viaje que está todavía inacabado.

## Exposiciones importantes
Fue una de las cuatro artistas/grupos de artistas en representaron a India en su primera entrada en la Bienal de Venecia en 2011.
El Hammer Museum en Los Ángeles organizó la primera retrospectiva de su trabajo en 2012. Titulada Zarina: Paper Like Skin, la exposición viajó al Museo Solomon R. Guggenheim y el Instituto de Arte de Chicago.
En el año académico 2017-18 Zarina fue la Artista residente en el Asian/Pacific/American Institute en NYU. La residencia culminó en una exposición individual; Zarina: Dark Roads (6 de octubre de 2017 – 2 de febrero de 2018) y una publicación, Directions to My House.
Ejemplos de su trabajo se encuentran en las colecciones de arte permanentes del Museo de Arte Moderno, la Musero Whitney de Arte Estadounidense, y Bibliothèque Nationale de Francia.